# GarageGames
GarageGames ist ein Computerspiele-Publisher aus Eugene, Oregon, Vereinigte Staaten. Das Unternehmen wurde 2001 durch ehemalige Angestellte des Spieleentwicklungsunternehmens Dynamix gegründet: Jeff Tunnell, Rick Overman, Tim Gift und Mark Frohnmayer arbeiteten dort an der Entwicklung der Computerspiel-Serien Starsiege und Tribes. 
Als Dynamix vom Publisher Sierra aufgekauft wurde, verließen die vier das Unternehmen. Ihr Ziel war es, unabhängige Spieleentwickler zu fördern und ihnen eine preisgünstige Möglichkeit zur Umsetzung ihrer Spielideen zu bieten. Dazu erwarb GarageGames von Sierra die Rechte am Quellcode der Game-Engine des Spiels Tribes, der sogenannten Torque Game Engine (damals noch V12 Engine). Schnell bildete sich eine große Gemeinschaft von Entwicklern, Künstlern, Musikern und Soundspezialisten um GarageGames. Diese hatten nunmehr die Möglichkeit, preiswert Lizenzen dieser Game-Engine für ihre Spielideen zu erwerben. 
Da auch der Quelltext einsehbar ist, schafft dies die Möglichkeit zu lernen wie eine Game-Engine funktioniert. Immerhin stecken mehr als 400 Mannjahre Entwicklungszeit in dieser Software. Sie wird mittlerweile auch an Universitäten, vorwiegend in den USA, in der Lehre eingesetzt, ebenso findet sie in der Forschung und beim Militär Verwendung.